# Blarinella
Blarinella — рід ссавців родини Мідицеві (Soricidae). 
Відомо 3 види, всі поширені в Китаї:
- Blarinella griselda
- Blarinella quadraticauda
- Blarinella wardi